# Heisteria povedae
Heisteria povedae là một loài thực vật có hoa trong họ Olacaceae. Loài này được Q. Jiménez & S. Knapp mô tả khoa học đầu tiên năm 2000.